# Zygmunt Stuchlik
Zygmunt Szymon Stuchlik (ur. 21 maja 1937 w Katowicach, zm. styczeń 2025 w Orzeszu) – polski malarz, grafik, publicysta i działacz społeczny narodowości śląskiej.

## Życiorys
W 1955 roku ukończył Gimnazjum św. Jacka w Katowicach. Przez dwa lata studiował teologię w Śląskim Seminarium Duchownym w Krakowie. W 1957 roku jako wolny słuchacz podjął studia w katowickiej filii Akademii Sztuk Pięknych w Krakowie w pracowni Jana Dutkiewicza. Następnie zdał egzaminy wstępne na ASP, ale nie został przyjęty z powodu braku miejsc. Miało to związek z jego maturą w Liceum Ogólnokształcącym św. Jacka oraz seminarium. W tamtym czasie obiecał sobie, że w roku, w którym miałby obronić dyplom, dostanie się do Związku Polskich Artystów Plastyków na podstawie swoich prac. Komisja w Katowicach odrzuciła jego zgłoszenie, ale w Warszawie, na podstawie tych samych prac, został przyjęty.
W latach 1958–1961 współtworzył polichromie wnętrz kościelnych w Pielgrzymowicach, Golasowicach i Pawłowicach.
Był jednym ze współzałożycieli katowickiej grupy ONEIRON, która działała w latach 1967–1970 i była związana ze śląskim awangardowym środowiskiem artystycznym. Oprócz Stuchlika tworzyli w niej tacy artyści jak Urszula Broll, Antoni Halor, Henryk Waniek i Andrzej Urbanowicz.
W połowie lat 70. XX wieku przeniósł się do Orzesza, gdzie zbudował dom i wrósł w lokalną społeczność.

## Twórczość
Na początku swojej drogi artystycznej, Stuchlik inspirował się twórczością Władysława Strzemińskiego i Paula Cézanne’a. W tym okresie, około 1958 roku, tworzył pejzaże, jak np. „Pejzaż zimowy” oraz „Wełnowiec”. W latach 60. XX wieku zwrócił się ku malarstwu materii, tworząc abstrakcyjno-reliefowe kompozycje z użyciem materiałów niemalarskich, takich jak tkaniny, szkło, piasek i nasiona. Inspiracją dla tych prac była twórczość Antonia Tàpiesa.
W czasie współpracy z twórcami kręgu ONEIRON w jego kompozycjach pojawiały się powtarzane motywy w postaci form geometrycznych (koło, kwadrat) lub naturalistycznych (odciśnięta dłoń).
W latach 70. XX wieku powrócił do tradycyjnego malarstwa, ale w warstwie formalnej jego prace nadal miały nastrojowo-nostalgiczny charakter i surrealistyczny rodowód. W latach 80. XX wieku tworzył rysunki i pastele. W tym czasie skupił się również na działalności publicznej. Przemiany społeczno-polityczne lat 80. znalazły swoje odbicie w jego pracach, tworzonych najczęściej w technikach pastelowych i akwarelowych.
Po 1995 roku jego prace pojawiły się ponownie na wystawach zbiorowych, (m.in.: wystawa Surrealiści polscy w Miejskiej Galerii Sztuki w Częstochowie (1995) oraz wystawy indywidualne w Niemczech w Westfalii (Ahaus, Höxter 1998).
Po 2000 roku głównym tematem twórczości Stuchlika stał się cykl „Axis Mundi”, który koncentrował się na poszukiwaniu ładu i symetrii we wszechświecie. Prace z tego cyklu przedstawiały kompozycje symetrycznych odbić, a ważnym elementem była seria „Fiat Lux”, przedstawiająca studia oślepiającego światła. W swojej twórczości z tego okresu artysta eksplorował tematykę sacrum i duchowości. Jego twórczość jest silnie związana ze śląskim kontekstem, zarówno poprzez temat, jak i przez zaangażowanie w życie społeczne regionu.
W 2008 roku wydał w Wydawnictwie „Śląsk” zbiór swoich snów zatytułowany Relacje z nocnych podróży.
Jego obrazy znajdują się w zbiorach Muzeum Śląskiego w Katowicach, Muzeum Historii Katowic, Muzeum Archidiecezjalnym w Katowicach oraz w kolekcjach prywatnych w kraju i za granicą.

## Działalność społeczna i polityczna
Działalność społeczna i polityczna na rzecz Śląska była istotnym aspektem życia i twórczości Stuchlika, silnie związanym z jego tożsamością Ślązaka. Jego zaangażowanie wykraczało poza sferę artystyczną, obejmując aktywny udział w życiu społecznym i politycznym regionu, zwłaszcza w okresie transformacji po upadku komunizmu.
W latach 80. był działaczem NSZZ Solidarność przy Związku Polskich Artystów Plastyków w Katowicach. Pełnił różne funkcje w strukturach związku i był delegatem na walny zjazd Solidarności Regionu Śląsko-Dąbrowskiego w 1981 roku. Był twórcą i redaktorem pierwszej w mieście lokalnej gazety „Orzeskie Spojrzenia”.
Po 1989 roku był jednym ze współzałożycieli Orzeskiego Komitetu Obywatelskiego, który działał na rzecz animacji życia publicznego, promocji kandydatów do samorządu, organizowania zebrań i spotkań oraz walki wyborczej. Stworzył też projekt plastyczny i opracowanie graficzne herbu Orzesza.
W 2002 roku, podczas spisu powszechnego, Stuchlik zadeklarował narodowość śląską, nawiązując do deklaracji swojej prababki z 1921 roku. Uważał, że śląska tożsamość jest odrębna, wynika z wielokulturowego dziedzictwa regionu, a nacjonalizmy niemiecki i polski przyczyniły się do ukształtowania odrębnej świadomości wspólnotowej Ślązaków. W 2005 roku w cyklu „Szlonsk przedsia?” przedstawił programową wypowiedź na temat śląskiej autonomii, w której wzywał do przywrócenia historycznych granic Śląska, przyznania mu pełnej samorządności gospodarczej, utworzenia własnych mediów oraz inwestowania w edukację i naukę.

## Życie prywatne
Był żonaty, miał dwójkę dzieci.